# Пустинна чинка
Пустинната чинка (Rhodospiza obsoleta) е вид птица от семейство Чинкови (Fringillidae), единствена в род Пустинни чинки (Rhodospiza).

## Разпространение
Видът е разпространен в южната част на Евразия. Обитава западната част на Китай, Афганистан, южните и северозападни части на Иран, южната част на Туркменистан и Казахстан, среща се още в по-ниските части на Таджикистан, в пустините на Узбекистан, както и в България.